# Plains (Kansas)
Plains és una població dels Estats Units a l'estat de Kansas. Segons el cens del 2000 tenia 1.163 habitants.

## Demografia
Segons el cens del 2000, Plains tenia 1.163 habitants, 402 habitatges, i 303 famílies. La densitat de població era de 453,6 habitants/km².
Dels 402 habitatges en un 43,5% hi vivien nens de menys de 18 anys, en un 64,7% hi vivien parelles casades, en un 7% dones solteres, i en un 24,4% no eren unitats familiars. En el 22,1% dels habitatges hi vivien persones soles el 10,7% de les quals corresponia a persones de 65 anys o més que vivien soles. El nombre mitjà de persones vivint en cada habitatge era de 2,89 i el nombre mitjà de persones que vivien en cada família era de 3,41.
Per edats la població es repartia de la següent manera: un 34,5% tenia menys de 18 anys, un 10,1% entre 18 i 24, un 27,6% entre 25 i 44, un 16,3% de 45 a 60 i un 11,6% 65 anys o més.
L'edat mediana era de 28 anys. Per cada 100 dones de 18 o més anys hi havia 101,1 homes.
La renda mediana per habitatge era de 39.688 $ i la renda mediana per família de 44.167 $. Els homes tenien una renda mediana de 31.354 $ mentre que les dones 21.023 $. La renda per capita de la població era de 16.047 $. Entorn de l'11,4% de les famílies i el 13,6% de la població estaven per davall del llindar de pobresa.

## Poblacions més properes
El següent diagrama mostra les poblacions més properes.